# Токмакла
Токмакла (чув. Катмаклӑ) — село в Челно-Вершинском районе Самарской области России. Административный центр сельского поселения Токмакла.

## География
Находится в северной части Самарской области, в пределах Высокого Заволжья, в лесостепной зоне, при региональной автодороге 36К-520, на расстоянии примерно 7 километров по прямой на юг-юго-восток от районного центра села Челно-Вершины.

### Климат
Климат характеризуется как умеренно континентальный, с холодной малоснежной зимой и жарким сухим летом. Среднегодовая температура воздуха — 3,4 °С. Средняя температура воздуха самого тёплого месяца (июля) — 19,4 °C (абсолютный максимум — 42 °C); самого холодного (января) — −13 °C (абсолютный минимум — −47 °C). Среднегодовое количество атмосферных осадков составляет 498 мм, из которых 339 мм выпадает в период с апреля по октябрь. Снежный покров держится в течение 151 дня.

## История
Село было основано в середине XVIII века переселенцами деревни Старая Токмакла, к которым присоединились выходцы из различных уездов среднего Поволжья.

## Население
| 2010 |
| ---- |
| 578  |

### Национальный и гендерный состав
Согласно результатам переписи 2002 года, в национальной структуре населения русские составляли 65 %, чуваши 31 %
, 580 в 2010 году.
В 1747 году учтено 49 мужчин.

## Инфраструктура
Личное подсобное хозяйство с зоной сельскохозяйственного использования, индивидуальная застройка усадебного типа.
Основа экономики — сельское хозяйство.
Действует школа, Токмаклинский СДК.

## Достопримечательности
Храм в честь Рождества Христова.

## Транспорт
Остановка общественного транспорта «Токмакла». 